# غريغ أوين
غريغ أوين (بالإنجليزية: Greg Owen)‏ هو لاعب غولف بريطاني، ولد في 19 فبراير 1972 في منسفيلد ‏ في المملكة المتحدة.

## وصلات خارجية
- غريغ أوين على موقع رابطة لاعبي الغولف المحترفين (الإنجليزية)
- غريغ أوين على موقع رابطة أوروبا للاعبي الغولف المحترفين (الإنجليزية)
- غريغ أوين على موقع التصنيف العالمي الرسمي للغولف (الإنجليزية)